# Evolenes exarata
Evolenes exarata es una  especie de coleóptero adéfago perteneciente a la familia Carabidae y el único miembro del género monotípico Evolenes.